# Le Poiré-sur-Vie
 Le Poiré-sur-Vie  es una población y comuna francesa, en la región de Países del Loira, departamento de Vendée, en el distrito de La Roche-sur-Yon y cantón de Le Poiré-sur-Vie.

## Demografía
| 1 700 | 2 489 | 3 305 | 3 724 | 3 492 | 3 543 | 4 022 | 3 685 | 3 838 | 3 902 | 3 818 | 3 834 | 3 973 | 4 048 | 4 166 | 4 372 | 4 325 | 4 271 | 4 401 | 4 257 | 3 682 | 3 661 | 3 664 | 3 703 | 3 598 | 3 437 | 3 546 | 3 551 | 3 800 | 4 904 | 5 326 | 5 786 | 7 008 |
| Para los censos de 1962 a 1999 la población legal corresponde a la población sin duplicidades (Fuente: INSEE [Consultar]) |       |       |       |       |       |       |       |       |       |       |       |       |       |       |       |       |       |       |       |       |       |       |       |       |       |       |       |       |       |       |       |       |